# Liste der politischen Parteien in Tonga
Die Liste der politischen Parteien in Tonga führt die Parteien im ozeanischen Königreich Tonga auf.

## Parteien
Stand: Oktober 2017
| Partei                                   | Abkürzung |
| ---------------------------------------- | --------- |
| Democratic Party of the Friendly Islands | DPFI      |
| Human Rights and Democracy Movement      | HRDM      |
| People’s Democratic Party                | PDP       |
| Sustainable Nation-Building Party        | SNBP      |
| Tongan Democratic Labor Party            | TDLP      |

## Quelle und Weblinks
- Tonga Electoral Commission (englisch)